# 頂埔駅 (新北市)
頂埔駅（ちょうほえき）は、台湾新北市土城区にある、台北捷運板南線の駅。駅番号は「BL01」。また、建設中の新北捷運三鶯線の起点駅になる予定。

## 沿革

### 台北捷運
- 2009年1月20日 - 地下駅が正式に着工[1]。
- 2015年7月6日 - 永寧駅～頂埔駅間延伸開業[2]。
- 2016年6月15日 - 1号出入口供用開始[3]。

### 新北捷運
- 2016年7月21日 - 三鶯線1期区間起工[4]。

## 駅構造

### 台北捷運
島式ホーム1面2線の地下駅で、開業時からフルスクリーンタイプのホームドアを有する。ホーム中央は吹き抜けとなっている。

#### のりば
| 1・2 | 板南線（上り） | 南港展覧館方面 |

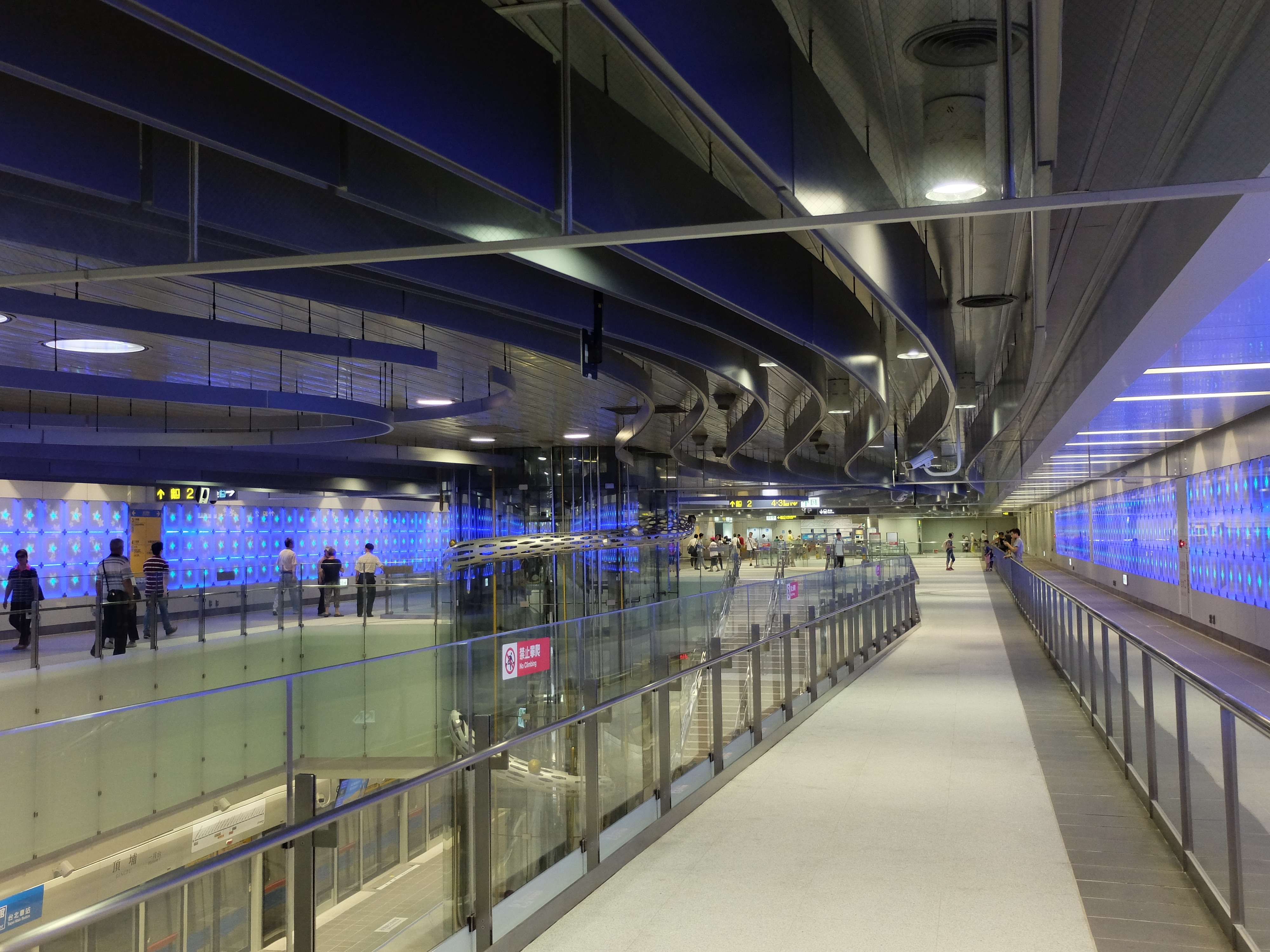
コンコース（2015年7月）
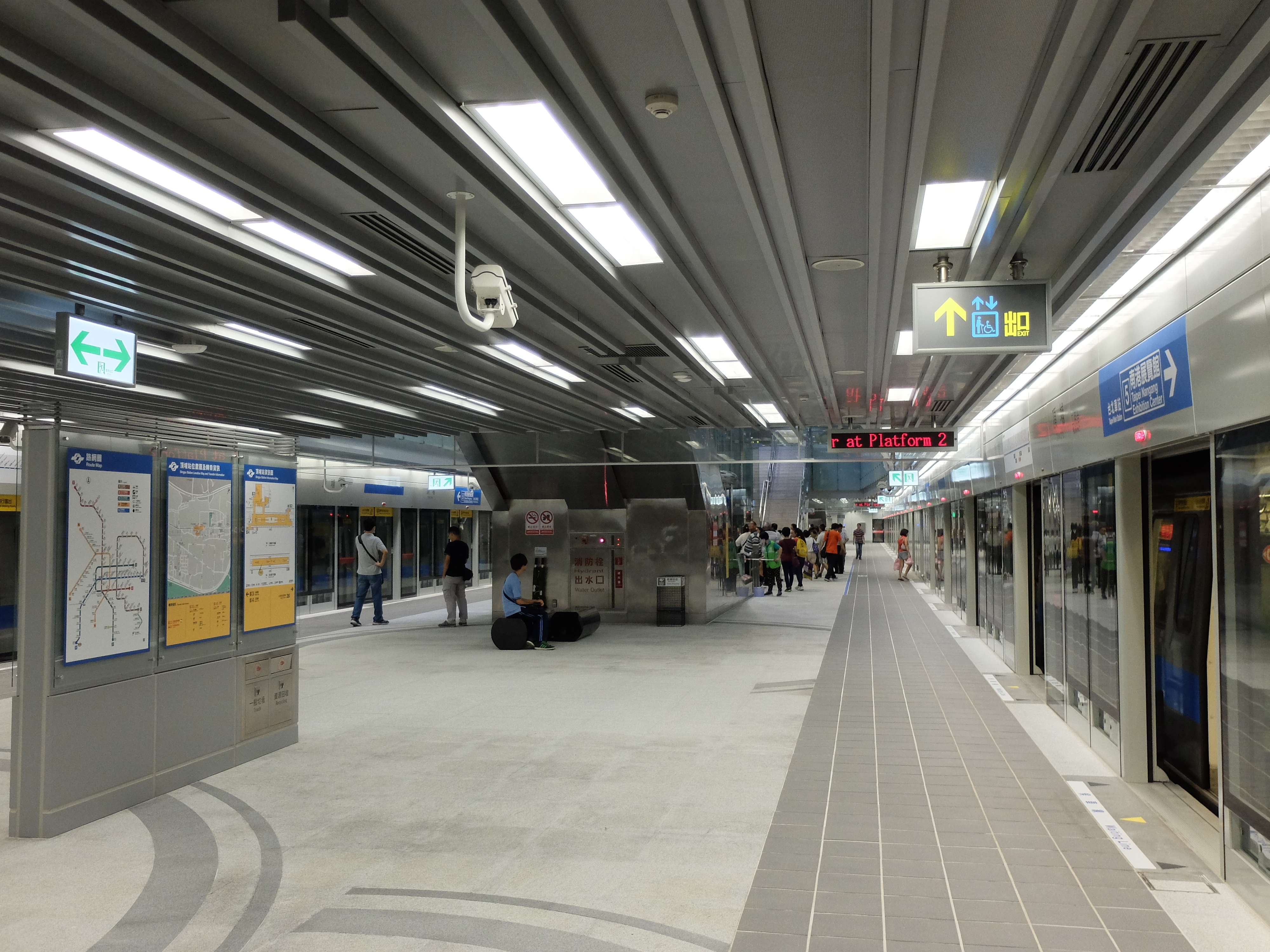
プラットホーム（2015年7月）

#### 駅出口
出口1・3は駅の北側，出口2・4は駅の南側にある。
- 出口1：頂埔街（新北市政府警察局土城分局頂埔派出所共構大楼内），エスカレーター有り
- 出口2：永福岩祖師廟（鴻海精密工業正門前），エスカレーター有り
- 出口3：大暖路（聨合開発大楼内，三鶯線乗換口），エスカレーター有り
- 出口4（階段）：三民路（中央路四段52巷口西側，福利国大楼前）
- 出口5（エレベーター）：三民路（中央路四段64号，中央第一城と福利国大楼の間）

### 新北捷運
駅舎は台北捷運の3号出口直上に設けられる。
3階に相対式ホーム2面2線を有する高架駅で:頁127,131、フルスクリーンタイプのホームドアを有する。片側のホームはコンコースと直結せず、跨線橋を介して反対側のホームを経由する必要がある:頁143。
折り返しのため北側に留置線2線と両渡り線を備える。

#### のりば
| 1 | 三鶯線（下り） | 鶯桃福徳方面 |
| 2 | 三鶯線（下り） | 鶯桃福徳方面 |

## 利用状況

### 台北捷運
| 年   | 年間利用客数 | 年間利用客数 | 年間利用客数 | 年間利用客数 | 1日平均 | 1日平均 |
| 年   | 乗車         | 下車         | 乗降計       | 出典         | 乗車    | 乗降    |
| ---- | ------------ | ------------ | ------------ | ------------ | ------- | ------- |
| 2015 | 1,088,269    | 1,028,148    | 2,116,417    | [ 9 ]        | 6,080   | 11,824  |
| 2016 | 2,512,888    | 2,359,731    | 4,872,619    | [ 9 ]        | 6,866   | 13,313  |
| 2017 | 2,747,269    | 2,597,436    | 5,344,705    | [ 9 ]        | 7,527   | 14,643  |
| 2018 | 2,961,368    | 2,818,238    | 5,779,606    | [ 9 ]        | 8,113   | 15,835  |
| 2019 | 3,093,174    | 2,936,342    | 6,029,516    | [ 9 ]        | 8,474   | 16,519  |
| 2020 | 3,065,413    | 2,891,831    | 5,957,244    | [ 9 ]        | 8,375   | 16,277  |
| 2021 | 2,387,986    | 2,263,236    | 4,651,222    | [ 9 ]        | 6,542   | 12,743  |

## 駅周辺
- 新北市土城区頂埔国民小学
- 新北市政府警察局（中国語版）土城分局頂埔派出所
- 新北市政府消防局（中国語版）第五大隊頂埔分隊
- 頂埔高科技園区（中国語版）
- 土城工業区
- 鴻海精密工業頂埔廠
- 土城工業区服務中心
- 大瓏企業股份有限公司
- 太陽城社区管理委員会
- 国美A1
- YouBike（新北市公共自転車（中国語版））捷運頂埔駅(2号出口)
- 全聯福利中心土城中州店（スーパーマーケット）
- 三峡河

## バス路線
| 系統              | 運行事業者         | 行先                    | 備考                                          |
| ----------------- | ------------------ | ----------------------- | --------------------------------------------- |
| 275副線           | 台北客運           | 三峽 - 松山機場         | 新北市公車に属する。                          |
| 705               | 台北客運           | 三峽 - 西門             | 板橋公車站、光復橋経由。 新北市公車に属する。 |
| 706               | 台北客運           | 三峽 - 西門             | 雙和、捷運頂渓駅経由。 新北市公車に属する。   |
| 812               | 台北客運           | 三峽老街 - 板橋         | 新北市公車に属する。                          |
| 981三鶯線先導公車 | 台北客運           | 鶯歌 - 捷運永寧駅       | 新北市公車に属する。                          |
| 藍45              | 台北客運           | 成福 - 捷運永寧駅       | 新北市公車に属する。                          |
| 藍46              | 台北客運           | 二鬮 - 捷運永寧駅       | 新北市公車に属する。                          |
| 9103              | 台北客運、桃園客運 | 大溪 - 東呉大学城中校区 | 公路客運に属する。                            |

## 隣の駅
台北捷運
 板南線
永寧駅 (BL02) - 頂埔駅 (BL01)
新北捷運
 三鶯線（建設中）
頂埔駅 (LB01) - 媽祖田駅 （LB02）